# Germigny-des-Prés
Germigny-des-Prés este o comună în departamentul Loiret din centrul Franței. În 1 ianuarie 2022 avea o populație de 700 de locuitori.
În biserica din localitate se găsește singurul mozaic carolingian păstrat la nord de Alpi.